# 好女十八嫁
《好女十八嫁》是1988年上映的一部香港家庭喜劇電影，由張同祖執導，鍾楚紅、杜麗莎、陳國新等主演。

## 劇情大綱
故事敘述女主角何芝芝自小就容易得到男性傾心，每當男性與其結婚不久，立刻就升官發財，但是沒過多久卻都死於非命。
為婦女請命的蘇大忠，與芝芝婚後成為香港知名運動人士，卻在一次意外變成水泥立像；搞笑藝人Joe在夜總會不得志，與芝芝婚後成為最炙手可熱的脫口秀表演者，卻在舞台上意外被酒瓶爆頭致死；臥底警員小盧貪生怕死，與芝芝婚後成為蘇格蘭訓練場最佳勇探，卻在一次逮捕搶匪的行動中被大型貨櫃壓死。
王傑遇到芝芝便一見傾心，兩人交往不久，就讓王傑萌生結婚念頭，但是芝芝怕王傑跟以往夫婿有相同遭遇，於是遲遲不肯答應。於是王傑聯合所有芝芝友人，打算來個破除迷信的計中計。

## 劇中人物
| 演員   | 角色               |
| 鍾楚紅 | 何芝芝             |
| 鍾鎮濤 | 王傑               |
| 杜麗莎 | 芝芝友人           |
| 陳國新 | 芝芝司機           |
| 曾志偉 | Joe （台譯：小高） |
| 岑建勳 | 蘇大忠             |
| 盧冠廷 | 小盧               |
| 胡楓   | 客串 律師          |
| 秦沛   | 客串 心理醫生      |
| 午馬   | 客串 茶餐廳老闆    |
| 鍾發   | 客串 綁匪首領      |
| 成奎安 | 客串 蘇眉          |
| 黃光亮 | 客串 出獄男子      |
| 高飛   | 客串 搶匪          |
| 陳全   | 客串 搶匪          |
| 程東   | 客串 火鍋店顧客    |

## 外部連結
- 香港影庫上《好女十八嫁》的資料（繁體中文）
- 豆瓣电影上《好女十八嫁》的資料 （简体中文）
- 时光网上《好女十八嫁》的資料（简体中文）
- 互联网电影数据库（IMDb）上《好女十八嫁》的资料（英文）